# YTN
YTN (KRX: 040300, Yonhap Television News, Также можно расшифровать как: Yesterday, Today and Now, Your True Network) — круглосуточный информационный южнокорейский телеканал. Канал был основан 14 сентября 1985 года как дочернее предприятие новостного агентства Yonhap под названием «Yonhap Television News» и начал вещание 1 марта 1987 года.

## История
- 1985/09/14 Основание телеканала
- 1987/03/01 Начало вещания
- 1988/04/08 Начинает передавать сигнал с помощью надстройки к Сеульской Башне
- 1992/03/01 Телекомпания переезжает в Башню YTN рядом с Южными Воротами (Намдэмун)
- 1996/01/31 Корейское правительство разрешает запуск радиостанции YTN FM
- 1996/04/01 Радио YTN FM начинает вещание в Сеуле на частоте FM 94.5 МГц

## Программирование

### Будни
- 00:00-04:25 YTN24
- 04:30-07:40 Новости Начало
- 08:00-09:30 Выпуск Сегодня
- 09:49-09:57 Новости бри́финг
- 10:00-11:45 Новости башня
- 12:00-13:45 Новости и Выпуск
- 14:00-15:45 Новости In
- 16:00-17:25 Новости Q
- 17:35-17:50 Экономика
- 18:00-19:12 Новости Thong
- 19:30-20:15 развлече́ние по́весть
- 20:15-20:45 YTN24
- 21:00-21:45 Новости 21
- 22:00-23:30 Новости ночь
- 23:40-23:50 Спортивные новости

## Сервисы
- YTN: 24-часовой новостной канал отчетности самые газетное недавний мир, а также финансы, погода, спорт и движение информация.
- YTN Погода и жизнь: точные прогнозы погоды, информация бедствия и советы для здорового образа жизни.
- YTN новости FM 94.5: Новости, погода, движение и музыка для корейцев на ходу.
- YTN МИР: Ведущая служба новостей телевидения для зарубежных корейцев. YTN МИР предоставляет последние оте́чественный и международные информационные, а также полезная информация 24 часа в сутки, 365 дней в году.
- YTN новости FM 100.3 HD2: Как первый и единственный 24-часовой корейской новостей станции в США, он быстро доставляет международные новости, а также американец корейского происхождения новости производится ежедневно в Лос-Анджелесе и Южной Калифорнии.